# Elporia uniradius
Elporia uniradius är en tvåvingeart som beskrevs av Barnard 1947. Elporia uniradius ingår i släktet Elporia och familjen Blephariceridae. Inga underarter finns listade i Catalogue of Life.